# Ursel
Ursel is een dorp in de Belgische provincie Oost-Vlaanderen, het was een zelfstandige gemeente tot aan de gemeentelijke herindeling van 1977 toen het een deelgemeente werd van Knesselare waarna het bij de fusie van deze laatste gemeente in 2019 een deelgemeente werd van Aalter. Ursel is gelegen in het licht heuvelachtige gebied tussen Aalter en Eeklo en staat vooral bekend om de Drongengoedhoeve en het militair domein, het vliegveld van Ursel wat een voormalig reservevliegveld van de NAVO is. In 2025 werd bekend dat de nieuwe legerbasis in Ursel komt. Naast het vliegveld ligt het Drongengoedbos. Verder zijn er nog kleinere bossen zoals het Keigatbos en het Koningsbos.

## Demografische ontwikkeling
- Bronnen:NIS, Opm:1831 tot en met 1970=volkstellingen; 1976 = inwoneraantal op 31 december

## Pierlala

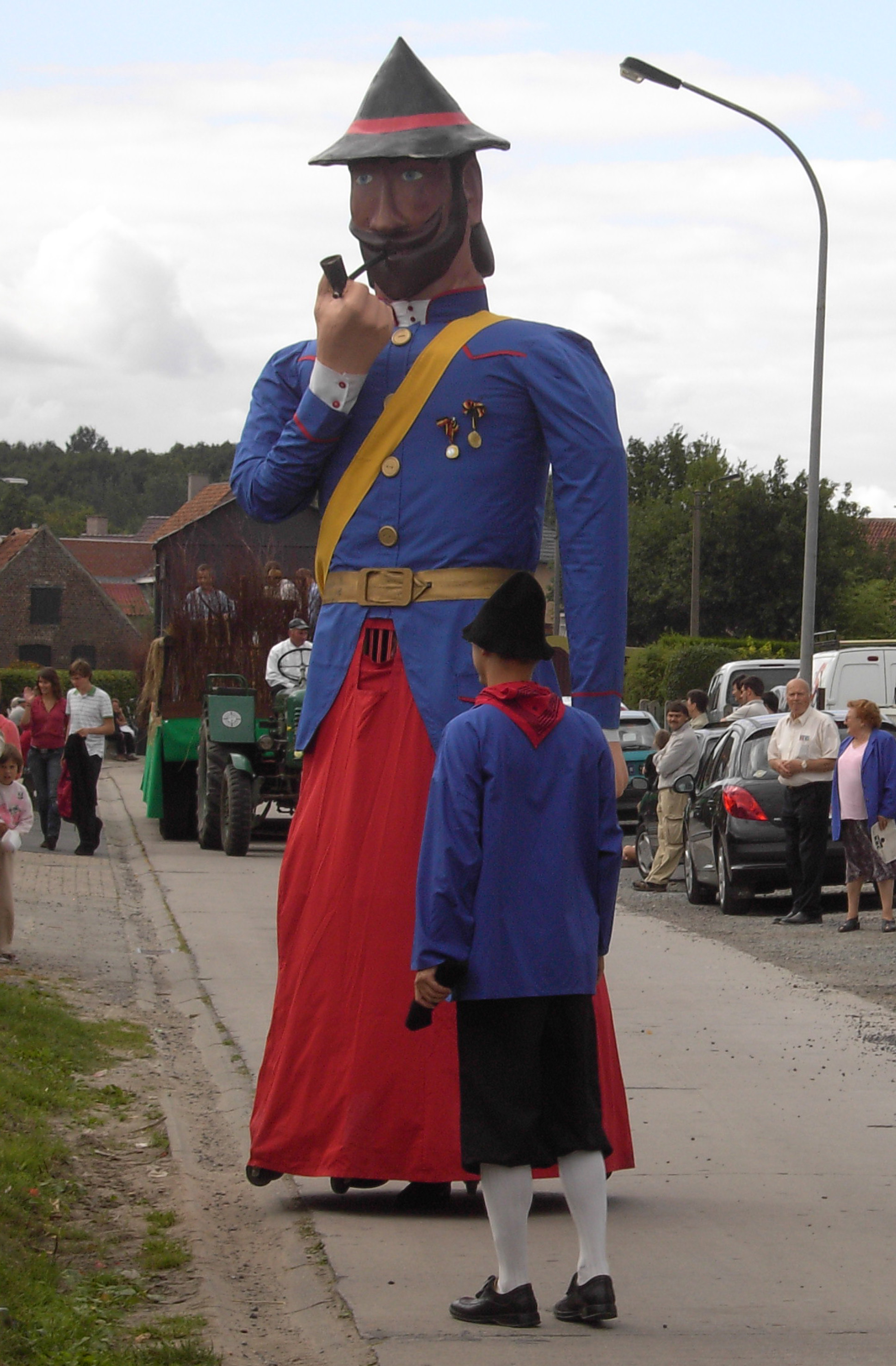
Pierlala tijdens de stoet van 2007.

Pierlala is net als Tijl Uilenspiegel een legendarische figuur vooral bekend in Vlaanderen en in Duitsland. Wanneer hij geboren is, kan men uiteraard niet achterhalen, maar hij wordt wel in ere gehouden in Ursel en in het Duitse stadje Stade tussen Hamburg en Bremen. Het enige tastbare is een houten beeldje van de betrokkene en opmerkelijk is de gelijkenis met dat van Stade waar hij Beurlala heet. Sommigen menen dat hij mee geëxporteerd is naar ginder door Vlamingen die gevlucht zijn omwille van de godsdienstoorlogen. Anderen beweren dat Vlaamse werklieden reeds in de 14e eeuw naar Duitsland zijn uitgeweken om ginder mee te helpen bij de ontginning van de heidegronden. In Gent heet de bekendste figuur uit het poppentheater Pierke Pierlala, hoewel hij daar een ander outfit draagt.
Geboren op de Katerhoek rijpte rond 1960 de idee om Pierlala elk jaar opnieuw tot leven te roepen wat dan ook ononderbroken gebeurde sinds de eerste Pierlalastoet van 1963. Eens opgestaan uit zijn kist start de rondgang door Ursel en wordt in tal van taferelen zijn leven uitgebeeld van de geboorte tot de begrafenis. De stoet kadert ook in een jaarlijks thema zodat rond de traditionele opvoering een wisselend scenario kan worden geschreven. Pierlala is een levenslustige iemand, een flierefluiter die de optimistische kant van het leven ziet en zich weinig aantrekt van de gevestigde orde.

## Tramstelplaats
Op het einde van de Kapelstraat was de tramstelplaats gevestigd want Ursel was het knooppunt van twee tramtrajecten van de buurtspoorwegen: Gent-Brugge en Tielt-Watervliet. Te Ursel werd het gebouw Den Hangaar genoemd en het werd afgebroken tijdens de jaren 60. Het bood onderdak aan de voertuigen en locomotief die daar kon worden bijgevuld met water voor de stoommotor.
Het was de plaats waar ook goederen gelost, geladen en overgeladen werden. Toch is er daardoor nooit enige blijvende economische ontwikkeling gekomen in Ursel. Wel waren er dagen in het jaar dat het te Ursel zeer druk was in het personenverkeer. Want de dag dat de Heilig Bloedprocessie te Brugge uitging, werden er extra trams ingelegd: 8 tot 10 extra trams met soms 10 rijtuigen.

### Galerij

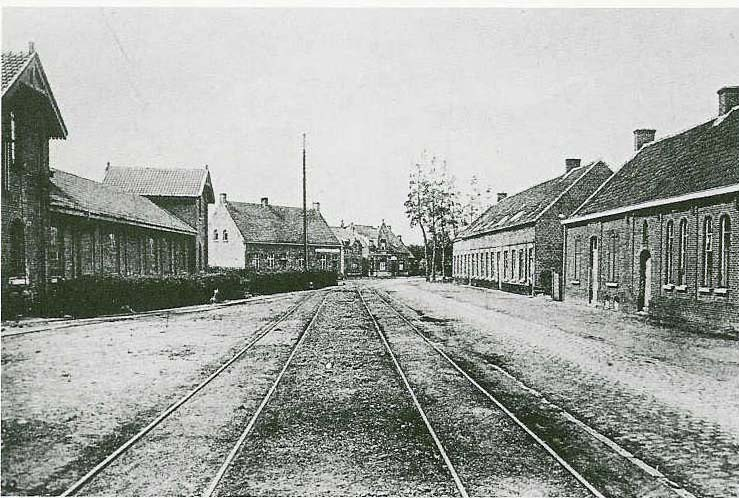
De tramstelplaats (links) te Ursel.
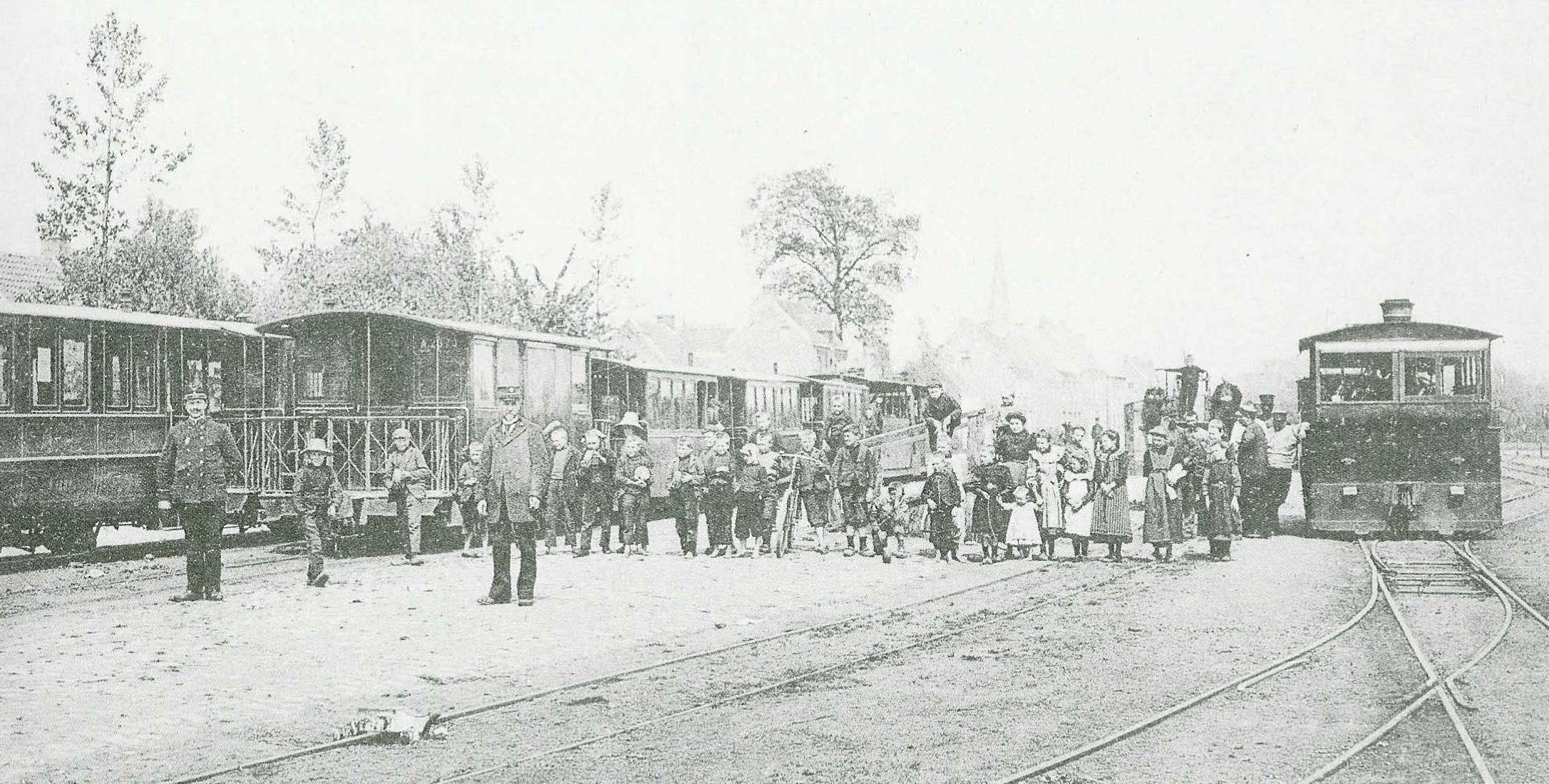
Enkele rijtuigen ter hoogte van de tramstelplaats.
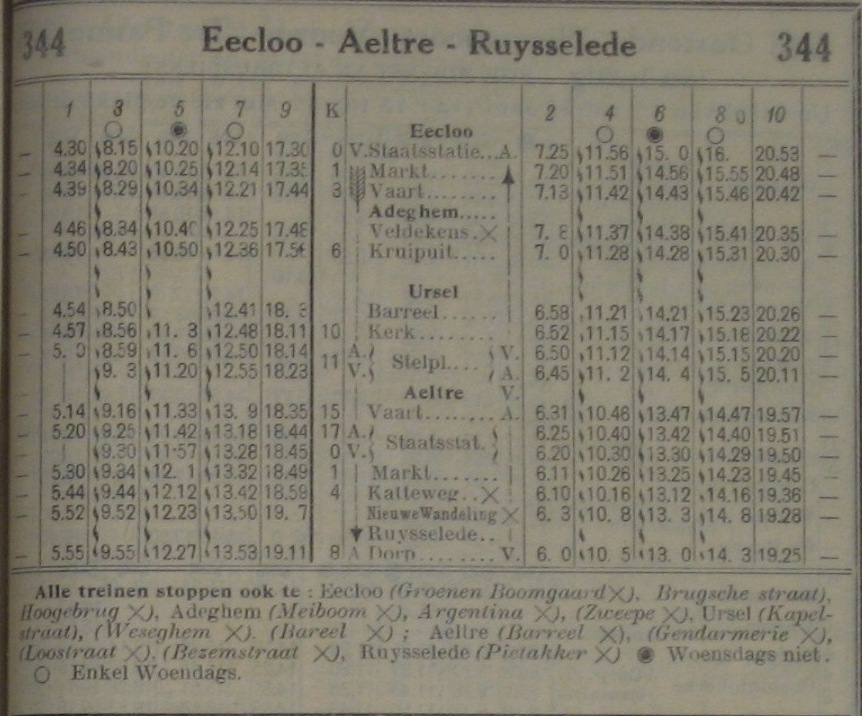
Dienstregeling van buurtspoorweglijnen in 1933.

De laatste reizigerstram van de lijn Gent-Brugge lijn reed op 16 mei 1953. Voor de lijn Tielt-Watervliet was dat al op 15 augustus 1948. Tot 29 juli 1957 was er nog goederenvervoer in Ursel. Na het opheffen van de lijnen werden de tramrails uitgebroken. Na de afbraak van de tramstelplaats werd het ganse traject verkaveld en staan er op de plaats nu woningen.
Tussen Gent en Brugge werden de trams vervangen door autobussen die nu worden uitgebaat door De Lijn. Tot begin 2024 kon men in Ursel overstappen om beide steden te bereiken. Op het traject tussen Tielt en Watervliet is er nooit een regelmatige dienst ingericht. Enkel rijden er autobussen ten behoeve van de schoolgaande jeugd tussen Aalter en Eeklo.

## Bezienswaardigheden
- De Sint-Medarduskerk
- Drongengoedhoeve
- Steyaertmolen
- het monument en infoborden op de plaats van het Oud Vliegveld Ursel

## Natuur en landschap
Ursel ligt in Zandig Vlaanderen op een hoogte van 9-25 meter. In het noorden ligt de cuesta van Oedelem-Zomergem. De kom ligt op ongeveer 15 meter hoogte, op de zuidelijke steilrand van de cuesta. Ten zuiden daarvan ligt de depressie van het Kanaal Gent-Brugge. Vooral het gebied ten noorden van de dorpskom is bosrijk, met het Drongengoedbos en het Keigatbos. Een ander natuurgebied in de omgeving is Kattenbos-Zegbroek.

## Nabijgelegen kernen
Zomergem, Oostwinkel, Knesselare, Aalter-Brug, Bellem

## Referentie
1. ↑  VRT
2. ↑  Rail Atlas Vicinal, Rail Memories

Deelgemeenten: Aalter · Bellem ·  Knesselare · Lotenhulle · Poeke · Ursel

Overige dorpen, gehuchten en straten: Aaltebei · Aalter-Brug · Bellembrug · Buntelare · De Plaats · Eentveld · Karmenhoek · Lange Dronk · Loveld · Maria-Aalter · Onderdale · Overleie · Stationsstraat · Stuivenberg · Vinken · Vrekkem · Westvoorde

Belgische gemeenten · Arrondissement Gent · Oost-Vlaanderen · Vlaanderen